# Народження зірки (фільм, 2018)
«Народження зірки» (англ. A Star Is Born) — американський музичний драматичний фільм 2018 року, продюсером і режисером якого став Бредлі Купер. Є римейком фільму «Народження зірки» 1937 року. Головні ролі зіграли Бредлі Купер (Джексон Мейн) і Леді Гага (Еллі). Фільм розповідає про музиканта-п'яницю Джексона Мейна, що зустрічається і закохується в молоду співачку Еллі.
Світова прем'єра відбулася 31 серпня 2018 року на 75-му Венеціанському кінофестивалі. У широкому прокаті фільм з'явився 4 жовтня 2018-го, в Україні — 11 жовтня.

## Сюжет
Кантрі-музикант Джексон Мейн знайомиться з талановитою співачкою Еллі. Між героями спалахує пристрасний роман. Джек допомагає дівчині досягти справжнього успіху. Проте, чим стрімкіше набирає обертів музична кар'єра Еллі, тим більше йде на спад власна кар'єра Джексона.

## Акторський склад

### Другорядні та епізодичні ролі
- Сем Елліотт — Боббі Мейн, старший брат Джексона і менеджер.
- Дейв Шапел — Джордж Стоун, близький друг Джексона, колишній музикант.
- Ендрю Дайс Клей[en] — Лоренцо Кампана, батько Еллі.
- Ентоні Рамос — Рамон, друг Еллі.
- Майкл Харні[en] — Вульфі, водій лімузина і друг Лоренцо.
- Рафі Гаврон[en] — Рез Гаврон, музичний продюсер та менеджер Еллі.
- Бонні Соммервіль
- Halsey

## Виробництво

### Розвиток
У січні 2011 року було оголошено, що Клінт Іствуд вів перемовини з попспівачкою Бейонсе для створення третього американського ремейку фільму 1937 року «Народження зірки», проте проєкт був відкладений через вагітність Бейонсе. У квітні 2012 року один зі сценаристів Вілл Феттерз розповів сайту Collider, що під час роботи над сценарієм він надихався творчістю Курта Кобейна. На головну чоловічу роль велися переговори із Крістіаном Бейлом, Леонардо Ді Капріо, Томом Крузом, Джонні Деппом та Віллом Смітом, проте успіху у перемовинах досягнуто не було. 9 жовтня 2012 року стало відомо, що Бейонсе залишила проєкт і Бредлі Купер веде перемовини з іншою зіркою. Іствуд був зацікавлений в тому, щоб головну роль зіграла Есперанса Спалдінг.
24 березня 2015 року студія Warner Bros. оголосила, що Купер перебуває в заключних переговорах стосовно свого режисерського дебюту, і ймовірно, що головну жіночу роль все-таки гратиме Бейонсе, яка почала спілкуватися щодо повернення, а головну чоловічу роль гратиме сам Купер. 16 серпня 2016 року стало відомо, що до проєкту офіційно приєдналася Lady Gaga, і студія дала зелене світло для початку знімання з 2017 року. Це вже четвертий римейк оригінального фільму 1937 року, після якого були створені музичні фільми у 1954 і 1976 роках, а також боллівудський романтичний фільм 2013 року. 9 листопада 2016 року стало відомо, що велась розмова із Реєм Ліоттою, щоб приєднатися до фільму в ролі менеджера персонажа Купера, хоча в підсумку залучений не був. 17 березня 2017 року до фільму приєдналися Сем Елліотт та Ендрю Дайс Клей на роль Лоренцо, батька героїні Леді Гаги. Клей був обраний між Робертом Де Ніро, Джоном Туртурро та Джоном Траволтою. У квітні 2017 року до проєкту приєдналися Рафі Гаврон, Майкл Харні та Ребекка Філд.
Знімання почали 17 квітня 2017 року. У травні був залучений Дейв Шапел. У квітні 2018 року стало відомо, що в епізодичній ролі у фільмі з'явиться співачка Голзі.

### Музика
На фестивалі Desert Trip Купер підійшов до Лукаса Нельсона (сина кантрі співака Віллі Нельсона) і запросив його попрацювати над фільмом. Нельсон погодився і написав кілька пісень, які відправив продюсерам.. Згодом він зустрівся з Леді Гагою і почав роботу над піснями фільму, вона ж, своєю чергою, надала бек-вокал для двох композицій його однойменного альбому 2017 року. Саундтрек до стрічки, який виконали Гага та Купер, вийшов 5 жовтня 2018 року компанією Interscope Records. Студія повідомила, що альбом «має 19 пісень у широкому діапазоні музичних стилів + 15 діалогів, які допоможуть краще зрозуміти філософію фільму».

## Прокат та касові збори

### Реліз
Світова прем'єра «Народження зірки» відбулася на Венеціанському кінофестивалі 31 серпня 2018 року. Фільм також показали на Міжнародному кінофестивалі в Торонто, Міжнародному кінофестивалі в Сан-Себастьяні та Цюріхському кінофестивалі у вересні 2018 року. У кінотеатрах Сполучених Штатів вперше демонструвався 5 жовтня 2018 року, розповсюджений компанією Warner Bros. Pictures, після релізів 28 вересня та 18 травня 2018 року. З 7 грудня 2018 року фільм обмежено демонструється у театрах IMAX США та Канади. Джиф Голдштейн, президент внутрішнього розповсюдження Warner Bros. Pictures, заявив: «Заповнені зали преміумзалів IMAX через десять тижнів після випуску говорять про якість фільму Бредлі Купера та зацікавленість аудиторії. Ми раді дати глядачам можливість переглянути „Народження зірки“ знову або вперше в такому надцікавому форматі, як IMAX».

### Касові збори
Станом на 6 грудня 2018 фільм зібрав $194.4 млн у Сполучених Штатах та Канаді й $170.1 млн в інших країнах, загальна сума у світі становить $364.5 млн, а виробничий бюджет — $36–40 млн.
У Сполучених Штатах та Канаді «Народження зірки» зібрала 1,35 мільйона доларів під час окремих нічних показів у вівторок та середу та 15,8 мільйона доларів у перший день, включаючи 3,2 мільйона доларів у четвер. Фільм зібрав 42,9 мільйона доларів протягом першого вікенду та посів друге місце за касовими зборами, поступившись фільму «Веном». Під час другого, третього та четвертого вікендів продовжував займати другу сходинку за касовими зборами, нараховуючи відповідно 28 мільйонів доларів, 19,3 мільйона доларів і 14,1 мільйона доларів.
Прем'єра фільму відбулася того ж дня, що і в США, у 31 країні та склала 14,2 мільйона доларів у перші вихідні з найбільшими зборами у Великій Британії ($ 5,3 млн), Франції ($ 2,1 млн) та Німеччині ($ 1,9 млн).

## Критика

### Рецензії
За результатами сайту Rotten Tomatoes, «Народження зірки» має оцінку 90 % на основі 429 відгуків, середня оцінка — 8,1/10. На сайті Metacritic фільм має середній бал 88 зі 100 на основі 60 критичних оглядів, що свідчить про «загальне визнання». Аудиторія, опитана компанією CinemaScore, дала фільму оцінку «A» за шкалою від A+ до F, а на PostTrak позитивну оцінку фільму дали 90 % глядачів.

### Номінації та нагороди
| Нагорода                                                | Дата церемонії    | Категорія                                    | Одержувачі та номінанти                                                                      | Результат | Дж.           |
| ------------------------------------------------------- | ----------------- | -------------------------------------------- | -------------------------------------------------------------------------------------------- | --------- | ------------- |
| Hollywood Music in Media Awards                         | 14 листопада 2018 | Найкраща оригінальна пісня — Художній фільм  | Пісня «Shallow» — Lady Gaga, Марк Ронсон, Ентоні Россомандо, і Ендрю Ваятт                   | Перемога  | [ 43 ]        |
| Hollywood Music in Media Awards                         | 14 листопада 2018 | Видатний музичний менеджмент — Кіно          | Джуліанн Джордан і Джулія Майклз                                                             | Перемога  | [ 43 ]        |
| Hollywood Music in Media Awards                         | 14 листопада 2018 | Найкращий альбом саундреків                  | Народження зірки                                                                             | Номінація | [ 43 ]        |
| 75-й Венеційський міжнародний кінофестиваль             | 8 вересня 2018    | Премія фонду Смітерса                        | Народження зірки                                                                             | Перемога  | [ 44 ]        |
| Американський інститут кіномистецтва                    | 4 січня 2019      | 10 кращих фільмів року                       | Народження зірки                                                                             | Перемога  | [ 45 ]        |
| Національна рада кінокритиків США                       | 8 січня 2019      | Найкращий режисер                            | Бредлі Купер                                                                                 | Перемога  | [ 46 ]        |
| Національна рада кінокритиків США                       | 8 січня 2019      | Найкраща акторка                             | Lady Gaga                                                                                    | Перемога  | [ 46 ]        |
| Національна рада кінокритиків США                       | 8 січня 2019      | Найкраща чоловіча роль другого плану         | Сем Елліотт                                                                                  | Перемога  | [ 46 ]        |
| Національна рада кінокритиків США                       | 8 січня 2019      | 10 найкращих фільмів року                    | Народження зірки                                                                             | Перемога  | [ 46 ]        |
| Золотий глобус                                          | 6 січня 2019      | Найкращий фільм (драма)                      | Народження зірки                                                                             | Номінація | [ 47 ]        |
| Золотий глобус                                          | 6 січня 2019      | Найкраща жіноча роль (драма)                 | Lady Gaga                                                                                    | Номінація | [ 47 ]        |
| Золотий глобус                                          | 6 січня 2019      | Найкраща чоловіча роль (драма)               | Бредлі Купер                                                                                 | Номінація | [ 47 ]        |
| Золотий глобус                                          | 6 січня 2019      | Найкращий режисер                            | Бредлі Купер                                                                                 | Номінація | [ 47 ]        |
| Золотий глобус                                          | 6 січня 2019      | Найкраща пісня до фільму                     | Народження зірки                                                                             | Перемога  | [ 47 ]        |
| AACTA                                                   | 4 січня 2019      | Найкращий фільм                              | Народження зірки                                                                             | Номінація | [ 48 ]        |
| AACTA                                                   | 4 січня 2019      | Найкращий режисер                            | Бредлі Купер                                                                                 | Номінація | [ 48 ]        |
| AACTA                                                   | 4 січня 2019      | Найкращий актор                              | Бредлі Купер                                                                                 | Номінація | [ 48 ]        |
| AACTA                                                   | 4 січня 2019      | Найкраща актриса                             | Lady Gaga                                                                                    | Номінація | [ 48 ]        |
| AACTA                                                   | 4 січня 2019      | Найкращий актор другого плану                | Сем Елліотт                                                                                  | Номінація | [ 48 ]        |
| Премія асоціації афроамериканських кінокритиків (AAFCA) | 11 грудня 2018    | Топ-10 кращих фільмів за версією AAFCA       | Народження зірки                                                                             | Перемога  | [ 49 ]        |
| Кінопремія Голлівуду                                    | 4 листопада 2018  | Нагорода за кращу операторську роботу        | Меттью Лібатік                                                                               | Перемога  | [ 50 ]        |
| Кінопремія «Вибір критиків»                             | 2019              | Найкраща акторка                             | Леді Гага                                                                                    | Перемога  |               |
| Кінопремія «Вибір критиків»                             | 2019              | Найкраща оригінальна пісня                   | «Shallow»                                                                                    | Перемога  |               |
| Греммі                                                  | 10 лютого 2019    | Запис року                                   | «Shallow» — Lady Gaga, Марк Ронсон, Ентоні Россомандо, і Ендрю Ваятт                         | Номінація | [ 51 ]        |
| Греммі                                                  | 10 лютого 2019    | Пісня року                                   | «Shallow» — Lady Gaga, Марк Ронсон, Ентоні Россомандо, і Ендрю Ваятт                         | Перемога  | [ 51 ]        |
| Греммі                                                  | 10 лютого 2019    | Краще поп-виконання дуетом або гуртом        | «Shallow» — Lady Gaga, Марк Ронсон, Ентоні Россомандо, і Ендрю Ваятт                         | Номінація | [ 51 ]        |
| Греммі                                                  | 10 лютого 2019    | Найкраща пісня, написана для Кіно/ТБ/Медіа   | «Shallow» — Lady Gaga, Марк Ронсон, Ентоні Россомандо, і Ендрю Ваятт                         | Номінація | [ 51 ]        |
| Супутник                                                | 11 лютого 2019    | Найкращий фільм — комедія/мюзикл (музичний)  | Народження зірки                                                                             | Перемога  | [ 52 ]        |
| Супутник                                                | 11 лютого 2019    | Найкращий режисер                            | Бредлі Купер                                                                                 | Номінація | [ 52 ]        |
| Супутник                                                | 11 лютого 2019    | Найкращий актор — комедія/мюзикл (музичний)  | Бредлі Купер                                                                                 | Номінація | [ 52 ]        |
| Супутник                                                | 11 лютого 2019    | Найкраща актриса — комедія/мюзикл (музичний) | Lady Gaga                                                                                    | Номінація | [ 52 ]        |
| Супутник                                                | 11 лютого 2019    | Найкращий актор другого плану                | Сем Елліотт                                                                                  | Номінація | [ 52 ]        |
| Супутник                                                | 11 лютого 2019    | Найкраща адаптація сценарію                  | Бредлі Купер, Ерік Рот                                                                       | Номінація | [ 52 ]        |
| Супутник                                                | 11 лютого 2019    | Найкращий монтаж                             | Джей Кассіді                                                                                 | Номінація | [ 52 ]        |
| Супутник                                                | 11 лютого 2019    | Найкраща операторська робота                 | Меттью Лібатік                                                                               | Перемога  | [ 52 ]        |
| Супутник                                                | 11 лютого 2019    | Найкраща пісня до фільму                     | Пісня «Shallow» — Lady Gaga, Марк Ронсон, Ентоні Россомандо, і Ендрю Ваятт                   | Перемога  | [ 52 ]        |
| Супутник                                                | 11 лютого 2019    | Найкращий дизайн костюмів                    | Ерін Бенак                                                                                   | Номінація | [ 52 ]        |
| Супутник                                                | 11 лютого 2019    | Найкращий звук (редагування і зведення)      | Народження зірки                                                                             | Номінація | [ 52 ]        |
| Премія Гільдії кіноакторів                              | 27 січня 2019     | Найкращий акторський склад в ігровому кіно   | Дейв Шапел, Ендрю Дайс Клей, Бредлі Купер, Сем Елліотт, Рафі Гаврон, Lady Gaga, Ентоні Рамос | Номінація | [ 53 ]        |
| Премія Гільдії кіноакторів                              | 27 січня 2019     | Найкраща чоловіча роль                       | Бредлі Купер                                                                                 | Номінація | [ 53 ]        |
| Премія Гільдії кіноакторів                              | 27 січня 2019     | Найкраща жіноча роль                         | Lady Gaga                                                                                    | Номінація | [ 53 ]        |
| Премія Гільдії кіноакторів                              | 27 січня 2019     | Найкраща чоловіча роль другого плану         | Сем Елліотт                                                                                  | Номінація | [ 53 ]        |
| Премія БАФТА                                            | 10 лютого 2019    | Найкращий фільм                              | Народження зірки                                                                             | Номінація | [ 54 ]        |
| Премія БАФТА                                            | 10 лютого 2019    | Найкращий режисер                            | Бредлі Купер                                                                                 | Номінація | [ 54 ]        |
| Премія БАФТА                                            | 10 лютого 2019    | Найкраща чоловіча роль                       | Бредлі Купер                                                                                 | Номінація | [ 54 ]        |
| Премія БАФТА                                            | 10 лютого 2019    | Найкраща жіноча роль                         | Леді Гага                                                                                    | Номінація | [ 54 ]        |
| Премія БАФТА                                            | 10 лютого 2019    | Найкращий адаптований сценарій               | Ерік Рот, Бредлі Купер, Вілл Феттерз                                                         | Номінація | [ 54 ]        |
| Премія БАФТА                                            | 10 лютого 2019    | Найкраща музика до фільму                    | Бредлі Купер, Леді Гага                                                                      | Перемога  | [ 54 ]        |
| Премія БАФТА                                            | 10 лютого 2019    | Найкращий звук                               | Стів Морроу, Алан Роберт Мюррей, Джейсон Рудер, Том Озаніч, Дін Зупанчич                     | Номінація | [ 54 ]        |
| Оскар                                                   | 24 лютого 2019    | Найкращий фільм року                         | Народження зірки                                                                             | Номінація | [ 55 ] [ 56 ] |
| Оскар                                                   | 24 лютого 2019    | Найкраща чоловіча роль                       | Бредлі Купер                                                                                 | Номінація | [ 55 ] [ 56 ] |
| Оскар                                                   | 24 лютого 2019    | Найкраща жіноча роль                         | Леді Гага                                                                                    | Номінація | [ 55 ] [ 56 ] |
| Оскар                                                   | 24 лютого 2019    | Найкраща чоловіча роль другого плану         | Сем Елліотт                                                                                  | Номінація | [ 55 ] [ 56 ] |
| Оскар                                                   | 24 лютого 2019    | Найкращий адаптований сценарій               | Ерік Рот, Бредлі Купер, Вілл Феттерз                                                         | Номінація | [ 55 ] [ 56 ] |
| Оскар                                                   | 24 лютого 2019    | Найкраща пісня                               | «Shallow»                                                                                    | Перемога  | [ 55 ] [ 56 ] |
| Оскар                                                   | 24 лютого 2019    | Найкращий звук                               | Том Озаніч, Дін Зупанчич, Джейсон Рудер та Стівен Морроу                                     | Номінація | [ 55 ] [ 56 ] |
| Оскар                                                   | 24 лютого 2019    | Найкраща операторська робота                 | Меттью Лібатік                                                                               | Номінація | [ 55 ] [ 56 ] |